# YouTube (チャンネル)
YouTube（旧: YouTube Spotlight）は、YouTubeの動画やイベントを紹介する、アメリカ地域向けのYouTube公式チャンネルである。
動画の内容は、YouTube Comedy WeekやYouTube Music Awardsなどがあり、そのチャンネルでは毎年、1年間の内に投稿された動画を振り返る企画（YouTube Rewind）の動画が投稿されている。2013年後半の少しの期間、チャンネル登録者数が1位になった。2023年9月の時点で、チャンネルの登録者数は3740万人、動画の視聴回数は32億回を上回った。

## 沿革
このチャンネルは2005年に登録された。2013年11月2日、チャンネル登録者数はピューディパイ（英語: PewDiePie）をわずかに上回り、チャンネル登録者数が1位になった。YouTubeの新規ユーザー登録時に、このチャンネルを自動提案し選択することで、チャンネル登録者数が最上位になった 。2013年12月、このチャンネルとピューディパイはトップの座を争ったが、すぐにピューディパイが12月23日にこのチャンネルを抜かした。

## 動画

### YouTube Rewind
2010年以降、YouTubeはSpotlightチャンネルを通じて毎年YouTube Rewindの動画を投稿している。 2012年〜2018年に投稿されているすべてのYouTube Rewindの総視聴回数は1億回を超え、 The Ultimate 2016 Challengeの視聴回数は2億回を超えた。 しかし、 Year in ReviewとYouTube Rewind 2011では、それぞれの視聴回数が1,000万回未満だった。 Ultimate 2016 Challengeの視聴回数はたった3.2日で1億回に達し、すべての動画で8番目に人気のある非ミュージックビデオであり、340万件以上の高評価が押された。 2016年12月14日、Ultimate 2016 Challenge がリリースされた直後に、 Spotlightチャンネルの動画再生数が計10億回を超えた。2018年12月12日、 YouTube Rewind 2018は、 ジャスティン・ビーバーの曲『ベイビー』をこえて、YouTubeで最も低評価が最も多い動画となり、その後すぐに、6.5日で低評価が1,000万を超え、2018年12月時点の低評価は1800万となった。

### YouTube Nation
2014年1月、YouTubeとDreamWorks Animationの共同プロジェクトとして、 YouTube Nationが独自のチャンネルで立ち上げられた。DWAが制作を監督し、YouTubeがシリーズの販売とマーケティングを管理した。このシリーズは、Spotlight チャンネルからの情報をまとめたニュース形式のシリーズである。YouTubeも、Spotlight チャンネルを通じてシリーズを宣伝している。  
Spotlightチャンネルで定期的に宣伝されているため、 YouTube Nationはリリースから3か月以内にチャンネル登録者数が100万人に達することができた。このシリーズは、Best News and Current Eventsで第4回のストリーミー賞に表彰されたが、 SourceFedに敗れた。350episodesの後、2014年12月5日にシリーズ最後の動画を投稿した。

### One Trillion Minecraft Views on YouTube and Counting
2021年12月、Minecraft関連動画の再生回数が1兆回を突破したのを記念に、YouTube で Minecraft 視聴回数 1 兆回を突破が投稿された。
この動画はマインクラフトを題材とした3Dアニメーションになっていて、2022年現在1000万回再生されている。動画のなかにはまいぜんシスターズなどのYoutuberも登場している。

## イベント

### 週のイベント
2013年5月、Spotlightチャンネルは、ChannelFlipが制作したComedy Week eventのストリーミングに使用されていた。イベント中、YouTubeはホームページを使用して、イベント専用に作成されたコメディー動画に注目を寄せた。video of the 2-hour kickoffの動画は、2014年9月の時点で106万回視聴されている。このイベントは、新しいメディアと従来のメディアのパーソナリティが特に混ざり合い、技術的な問題が具体的に調査されたため、さまざまな批評が寄せられた。 このイベントは、YouTubeによるストリーミング配信としては初めてのイベントだった。Comedy Weekの最初のイベントとして販売されたが、フォローアップに関する発表はない。 
2013年8月4日に、YouTubeでキックオフされた、「Geek Week」を立ち上げフレディウォンでアメリカ、およびトムスカにイギリスで配信された。週はテーマ別の日で構成され、日曜日は「ブロックバスター」、月曜日は「グローバルギークリー」、火曜日は「ブレニアック」、水曜日は「スーパー」、木曜日は「ゲーム」、金曜日は「ファン」が含まれていた。このイベントは、米国ではNerdist Industries、英国ではChannelFlipと合わせて開始された。 

### #ProudToLove
2013年のLGBTプライド月間 では、LGBTおよびLGBTプライド関連の情報と動画に注目を当てるために使用された。YouTubeを所有するGoogleは、「同性愛者の権利の巨大な支持者」であるとされている。YouTubeの公式ブログではLGBTの記事が掲載された。

### YouTubeミュージックアワード
2013年11月、YouTubeは最初のMusic Awards presentationを開始した。 前月にノミネートを発表したこのアワードショーは、ソーシャルメディアの投票形式を通じてトラフィックを創出することを目的としている。このイベントはSpotlightチャンネルでライブ配信され、2014年9月の時点で450万回を超えている。このイベントの技術的な困難と、YouTubeアーティストではなくメインストリームアーティストへのノミネートが多かったため、総合的に批判的な意見が集まった。 